# كيث نيلسون
كيث نيلسون (بالإنجليزية: Keith Nelson)‏ (18 فبراير 1947 برينفرو - 29 يناير 2020) هو لاعب كرة قدم نيوزلندي في مركز مهاجم ‏. شارك مع منتخب نيوزيلندا لكرة القدم. أما مع النوادي، فقد لعب مع هاميلتون أكاديميكال ونادي يونيفرستي ماونت ولينغتون.

## وصلات خارجية
- كيث نيلسون على موقع الاتحاد الدولي (مؤرشف)  (الإنجليزية)
- كيث نيلسون على موقع قاعدة بيانات كرة القدم.إي يو (الإنجليزية)
- كيث نيلسون على موقع ناشيونال فوتبول تيمز (الإنجليزية)